# Merchweiler
Ne doit pas être confondu avec Merschweiller.
Merchweiler est une commune de Sarre en Allemagne, située dans l'arrondissement de Neunkirchen.

## Géographie

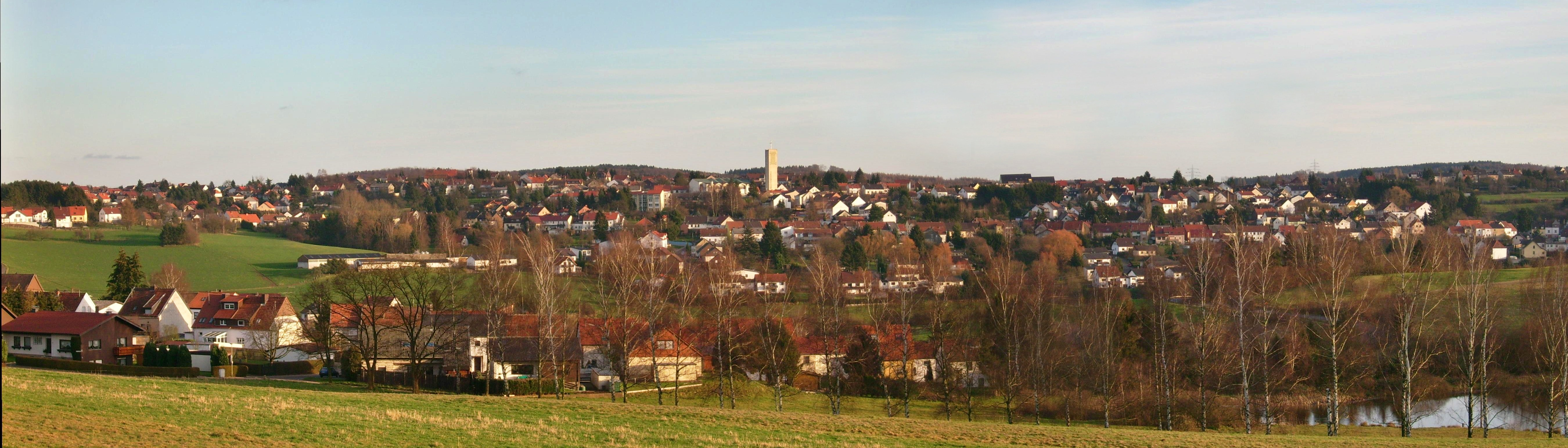
Panorama.

## Jumelages
La ville de est Merchweiler jumelée avec :
- Falicon (France) depuis 1987